# Aïssata Mounkaïla
Aïssata Karidjo Mounkaïla (* 1942) ist eine nigrische Politikerin.

## Leben
Aïssata Mounkaïla ist die Tochter eines Beamten. Ihr Vater drängte sie zu einer Berufsausbildung. Sie besuchte die Verwaltungsschule École Nationale d’Administration in Niamey, wo sie den Beruf der Sekretärin erlernte. Mounkaïla trat 1967 in den öffentlichen Dienst und arbeitete in verschiedenen Ministerien. Sie wurde 1977 beim Gründungskongress der Association des Femmes du Niger (ANF) zunächst zu deren stellvertretenden Generalsekretärin gewählt und fungierte bald für viele Jahre als deren Generalsekretärin. Die ANF war als staatliche Frauenorganisation während des Regimes des Obersten Militärrats unter Staatschef Seyni Kountché entstanden.
Bei den Parlamentswahlen von 1989 wurden erstmals fünf Frauen in die Nationalversammlung gewählt, darunter Aïssata Mounkaïla. Sie wurde Mitglied der Sektion von Niamey der Partei Nationale Bewegung der Entwicklungsgesellschaft (MNSD-Nassara). Mounkaïla wurde bei den Wahlen von 1993 und 1995 wiedergewählt. Sie schied bei den Wahlen von 1996 aus dem Parlament aus. Jeannette Schmidt Degener war damals das einzige verbliebene weibliche Parlamentsmitglied. Bei den Wahlen von 1999 wurde Mounkaïla erneut in die Nationalversammlung gewählt. Nunmehr war sie die einzige weibliche Abgeordnete. Sie war 2003 in Niamey Gastgeberin eines Treffens von etwa sechzig weiblichen Abgeordneten aus Mitgliedsstaaten der Organisation internationale de la Francophonie (OIF). Im Jahr 2004 wurde sie zusätzlich Mitglied des Panafrikanischen Parlaments der Afrikanischen Union. Nach der Einführung einer Genderquote wurde Aïssata Mounkaïla bei den Wahlen von 2004 zusammen mit mehreren anderen Frauen in die Nationalversammlung gewählt. Aus dieser schied sie schließlich 2009 aus.